# محمد الصادق عفيفي
محمد الصادق عفيفي كاتب ليبيي يهتم بشؤون الإسلام والفكر العلمي عند المسلمين.

## حياته ونشأته
من أهم كتبة في الإسلام هو كتاب الإسلام والعلاقات الدولية، كما لديه كتب عن ليبيا مثل كتاب الشعر والشعراء في ليبيا.

## مؤلفاته
| الاسم                                            | دار النشر                             | تاريخ النشر | عدد الصفحات | ردمك ISBN            | المصدر            |
| ------------------------------------------------ | ------------------------------------- | ----------- | ----------- | -------------------- | ----------------- |
| تطور الفكر العلمي عند المسلمين                   | الهيئة المصرية العامة للكتاب          | 2010        | 328         | (ردمك 9789774215185) | [ 1 ]             |
| الإسلام والعلاقات الدولية                        | دار الرائد العربي                     | 1986        | 414         |                      | [ 2 ] [ 3 ] [ 4 ] |
| المجتمع الإسلامي وأصول الحكم                     | دار الأعتصام                          | 2008        | 398         |                      | [ 5 ] [ 6 ]       |
| الإتجاهات الوطنية في الشعر الليبي                | دار الفرجاني                          | 2016        | 240         | (ردمك 9773562387)    | [ 7 ]             |
| الشعر والشعراء في ليبيا                          | دار المقتبس                           | 2014        | 348         | (ردمك 9789933546939) | [ 8 ] [ 9 ]       |
| النقد التطبيقي والموازنات                        | مكتبة الخانجي للطباعة والنشر والتوزيع | 2014        | 196         |                      | [ 10 ] [ 11 ]     |
| من عبير ادب النبوة                               | مكتبة الأنجلو المصرية                 | 1991        |             |                      | [ 12 ]            |
| ديوان رفيق شاعر الوطنية الليبية ج1               | مطبعة الرسالة                         | 1998        | 168         |                      | [ 13 ]            |
| تطور التبادل الدبلوماسي في الاسلام               | مكتبة الأنجلو المصرية                 | 2008        | 221         | (ردمك 9770504459)    | [ 14 ] [ 15 ]     |
| المجتمع الاسلامي وبناء الاسرة                    | مكتبة الأنجلو المصرية                 | 2008        |             |                      | [ 16 ]            |
| المجتمع الاسلامي وفلسفته المالية والاقتصادية     | مكتبة الخانجي للطباعة والنشر والتوزيع | 1998        |             |                      | [ 17 ]            |
| الفكر الاسلامي / مبادئه، مناهجه، قيمه، اخلاقياته | مكتبة الخانجي للطباعة والنشر والتوزيع | 1998        |             |                      | [ 18 ]            |
| دراسات في الادب السعودي                          | مكتبة الخانجي للطباعة والنشر والتوزيع | 1993        | 191         |                      | [ 19 ] [ 20 ]     |
| لمحات في الثقافة الاسلامية                       | مكتبة الأنجلو المصرية                 | 1998        | 493         | (ردمك 9773562336)    | [ 21 ]            |
| تطور الفكر العلمي عند المسلمين                   | مكتبة الخانجي للطباعة والنشر والتوزيع | 2015        |             |                      | [ 22 ] [ 23 ]     |